# Desenlace
Desenlace é o momento final de certa narrativa, conto ou fábula em que tudo se esclarece. Também chamada de conclusão ou simplesmente final. O desenlace não ocorre necessariamente em todas as narrativas, porque não é um elemento fundamental.